# Каланчёвский тупик
Каланчёвский тупи́к — небольшая улица в центре Москвы в Красносельском районе от Каланчёвской улицы.

## Происхождение названия
Назван в XIX в. по прилеганию к Каланчёвской улице.

## Описание
Каланчёвский тупик начинается справа от Каланчёвской улицы, проходит на восток и упирается в железнодорожные пути Алексеевской соединительной линии (перегон «Каланчёвская»—«Москва-Курская»).
В середине 1970-х в Каланчёвском тупике Андрей Тарковский снимал некоторые сцены фильма «Зеркало».

## Здания и сооружения
по нечётной стороне:
- Дом 3/5 — Транспечать; Строй-Центр 2000;
- Дом 9, строение 2 — Ассоциация друзей Испании;

по чётной стороне:
- Дом 4, строение 1 — дом 1851 года постройки (двухэтажный деревянный). Туристическая организация «Орхидея Плюс».